# Cinturão Verde Europeu

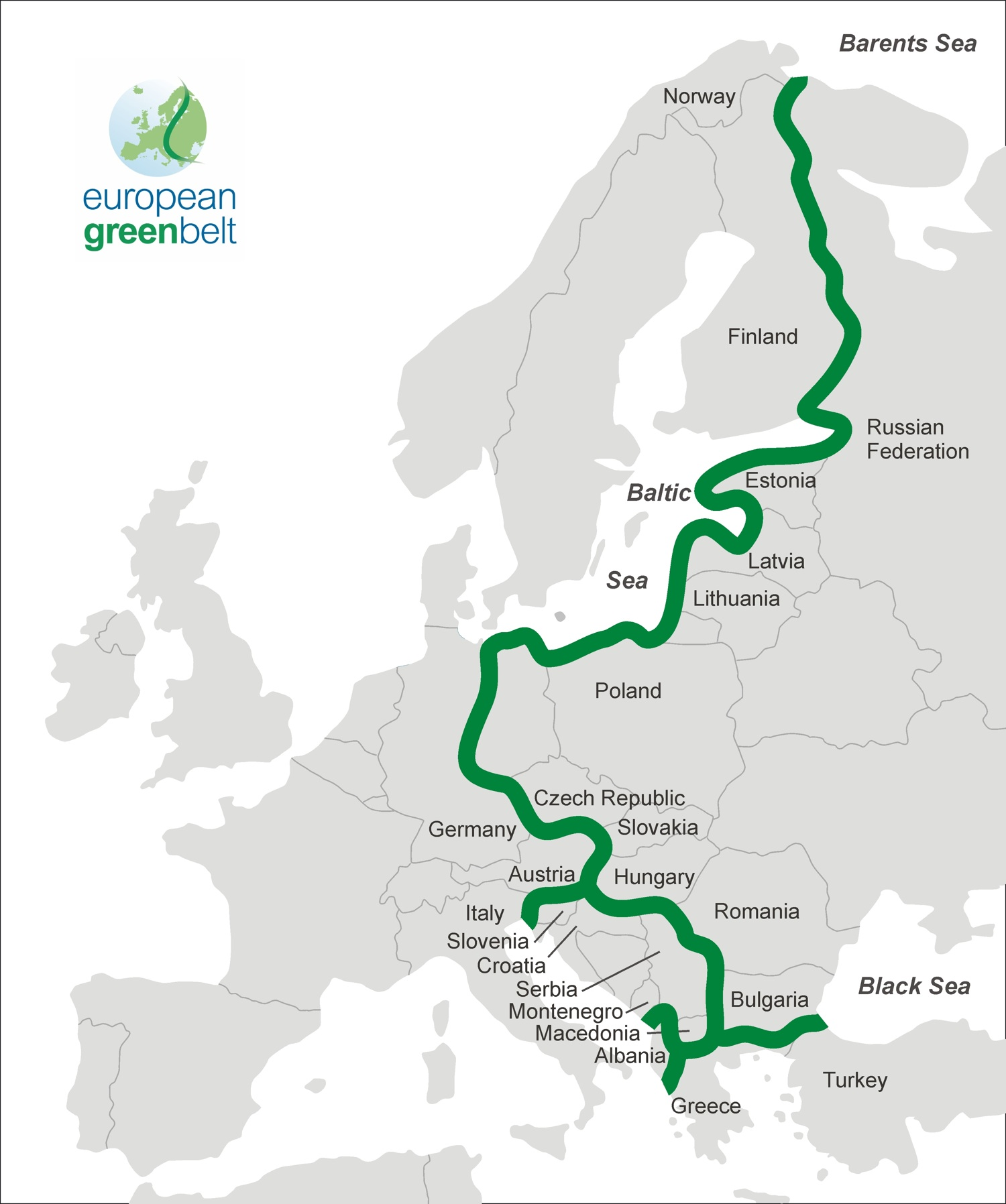
Proposta para o Cinturão Verde Europeu

O Cinturão Verde Europeu é uma iniciativa da IUCN com o objetivo de criar uma rede ecológica que ligue o Mar de Barents ao Mar Negro, passando por numerosos e variados habitats importantes para a biodiversidade na Europa.